# Montes Catlins
La sierra de Catlins (Catlins Ranges) se compone de una serie de colinas en la esquina sur oriental de la Isla Sur de Nueva Zelanda. Toma su nombre del de la zona en la que se encuentran - The Catlins. La sierra se encuentra en su mayor parte en Otago, aunque sus extremos occidentales penetran en la región de Southland.